# Городской лес
Городской лес — лес или совокупность деревьев, растущих в пределах города, посёлка или пригорода. В отличие от лесопарков, экосистемы которых также унаследованы от остатков дикой природы, в городских лесах часто отсутствуют такие удобства, как общественные туалеты или дорожки, которые являются отличительными чертами парков. Уход за городскими лесами и управление над ними называется городским лесным хозяйством. Городские леса могут находиться в частной, государственной или муниципальной собственности.
Городские леса играют важную роль в экологии города. Помимо благоустройства городской среды, они предлагают множество преимуществ, таких как положительное влияние на остров тепла, качество воздуха, ливневые воды и экономику, а также предоставление убежища диким животным и зоны отдыха для городских жителей.
Во многих странах растёт понимание важности естественной экологии городских лесов. В настоящее время реализуется множество проектов, направленных на восстановление и сохранение экосистем.

## Примеры
- Бердская лесная дача — берёзово-сосновый лес в черте города Бердска.
- Городские леса Перми.
- Леса Москвы.